# Kościół Wniebowzięcia Najświętszej Maryi Panny w Lutczy
Kościół Wniebowzięcia Najświętszej Maryi Panny w Lutczy – drewniany rzymskokatolicki kościół filialny pw. Wniebowzięcia Najświętszej Maryi Panny, wzniesiony około 1464, znajdujący się w miejscowości Lutcza.
Kościół włączono do podkarpackiego Szlaku Architektury Drewnianej.

## Historia
Kościół powstał w drugiej połowie XV w. (około roku 1464). W pierwszej połowie XVI w. miała miejsce rozbudowa kościoła, dobudowano zakrystię. W pierwszej połowie XVII w., dostawiono wieżę. W 1670 r. kościół został częściowo strawiony przez pożar, spłonął wtedy dach i wieża. Odbudowano go i odnowiono dopiero w 1722, z tego czasu pochodzą: dach z wieżyczką na sygnaturkę, strop z fasetą i zaskrzynieniami, okna nawy. Kościół konsekrowano w 1743. Około połowy XIX w. wykonano dekorację malarską kościoła, wybudowano także w jego obejściu murowaną dzwonnicę. Od około 1970 kościół pozostawał nieużytkowany. W latach 2010–2014 przeprowadzono kompleksowy remont i konserwację wnętrza świątyni i przywrócony został do kultu. Pełni funkcję kościoła filialnego.

## Architektura i wyposażenie
Kościół to budowla drewniana, konstrukcji zrębowej, na podmurowaniu kamiennym. Orientowany, na rzucie prostokąta, z wydłużonym, zamkniętym trójbocznie prezbiterium i przylegającą do niego od północy murowaną zakrystią ze składzikiem. Korpus nawowy szerszy na rzucie prostokąta z kruchtami od północy i zachodu z dwoma pomieszczeniami po bokach. Kruchty konstrukcji słupowej. W bryle kościoła dominuje wysoki, strzelisty dach, założony jako dwuspadowy z wysmukłą sygnaturką nad nawą, przechodzący w nieco niższy, wielospadowy nad prezbiterium, z którego opuszcza się jako pulpitowy nad zakrystią. Gontem oszalowane ściany i połacie dachowe.
Wewnątrz stropy płaskie, w nawie strop z fasetą, w zakrystii sklepienie kolebkowe. Ważniejsze wyposażenie: chrzcielnica z pierwszej połowy XVII w; ołtarz główny i ambona z pierwszej połowy XVIII w.; konfesjonały i zespół ławek z XVIII w; dwa ołtarze boczne z drugiej połowy XIX w. wzorowane na wcześniejszych barokowych; chór muzyczny wsparty na słupach z dekoracja malarską z około połowy XIX w.

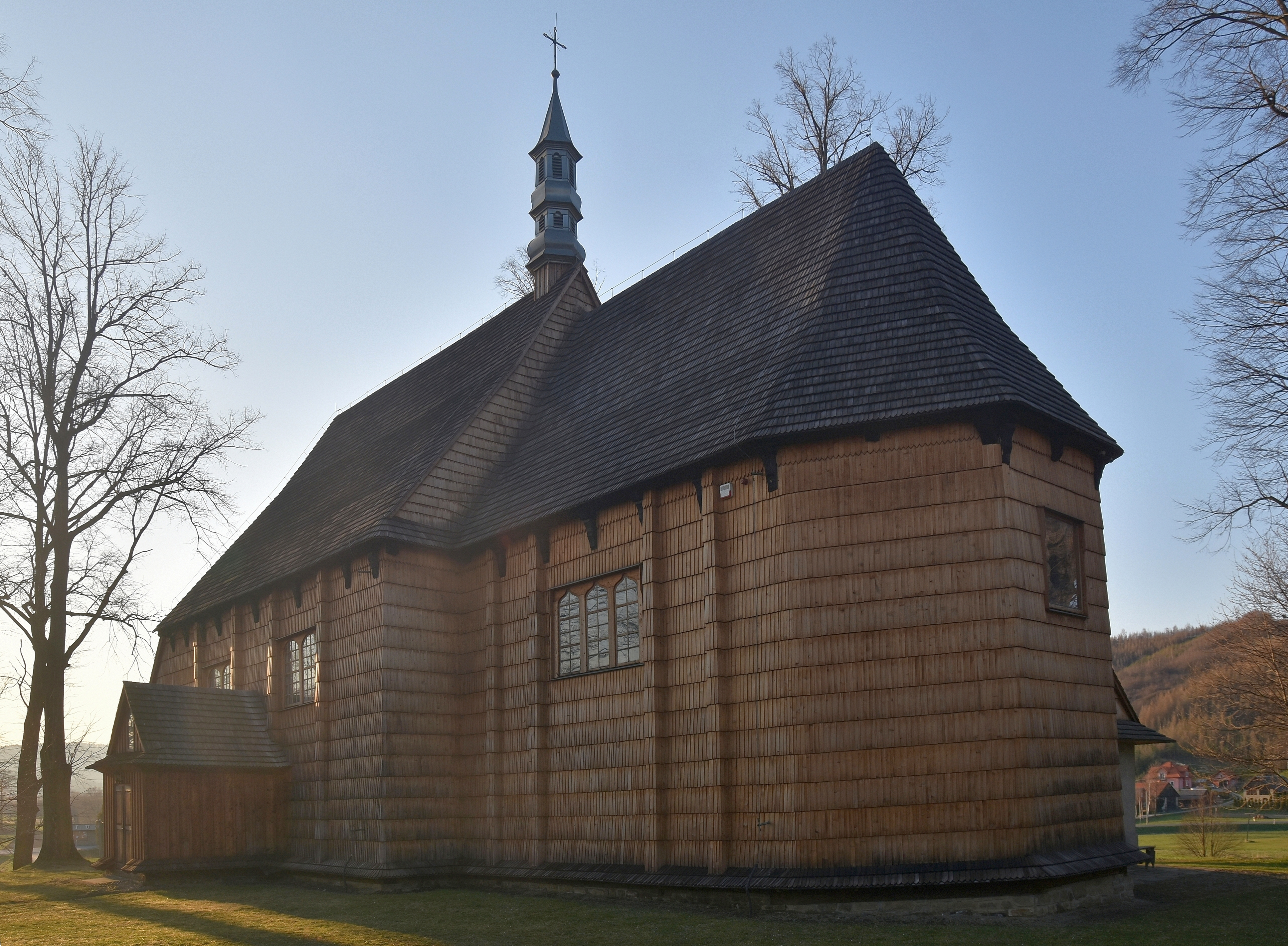
Widok strony od prezbiterium
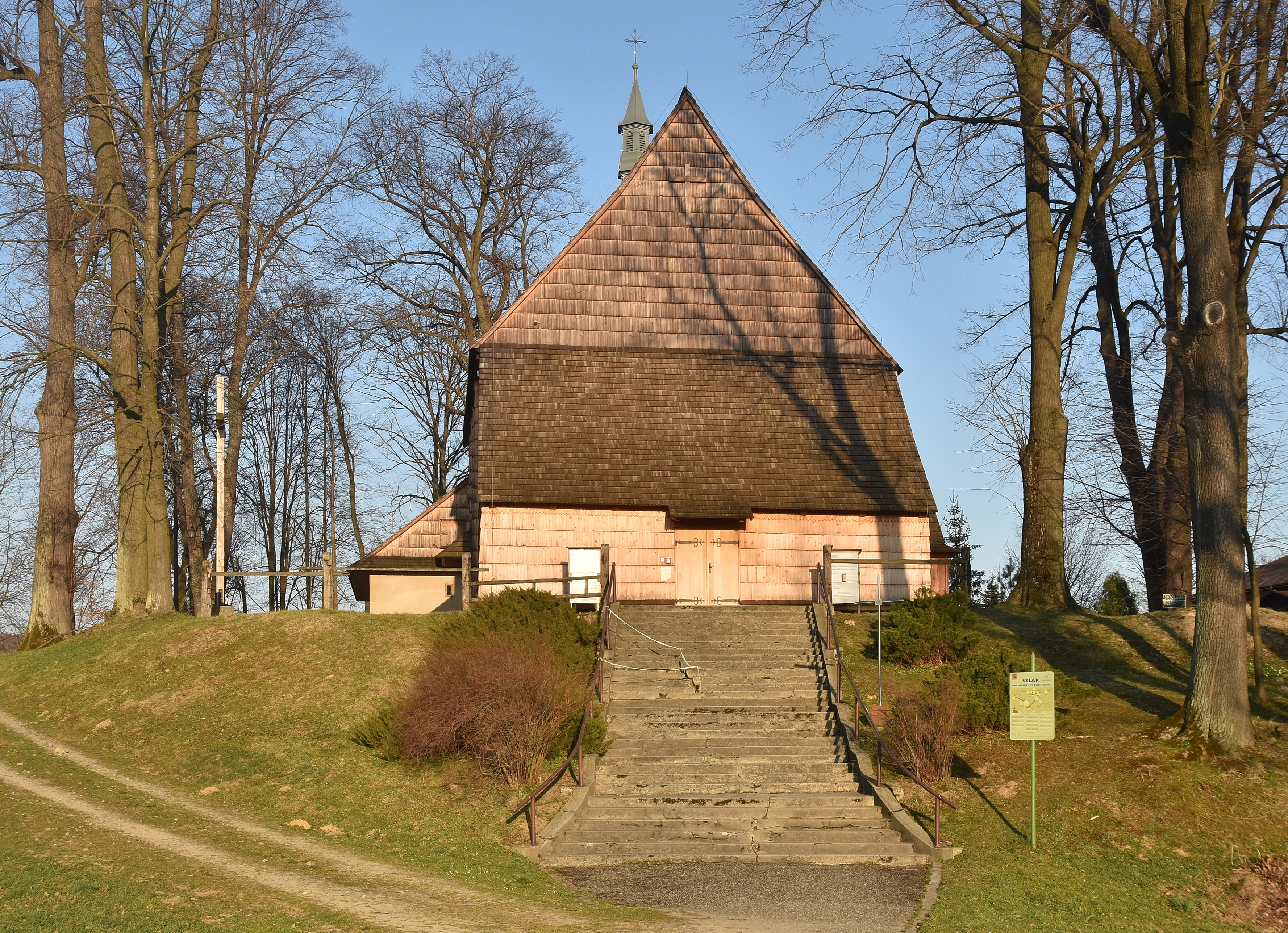
Elewacja frontowa
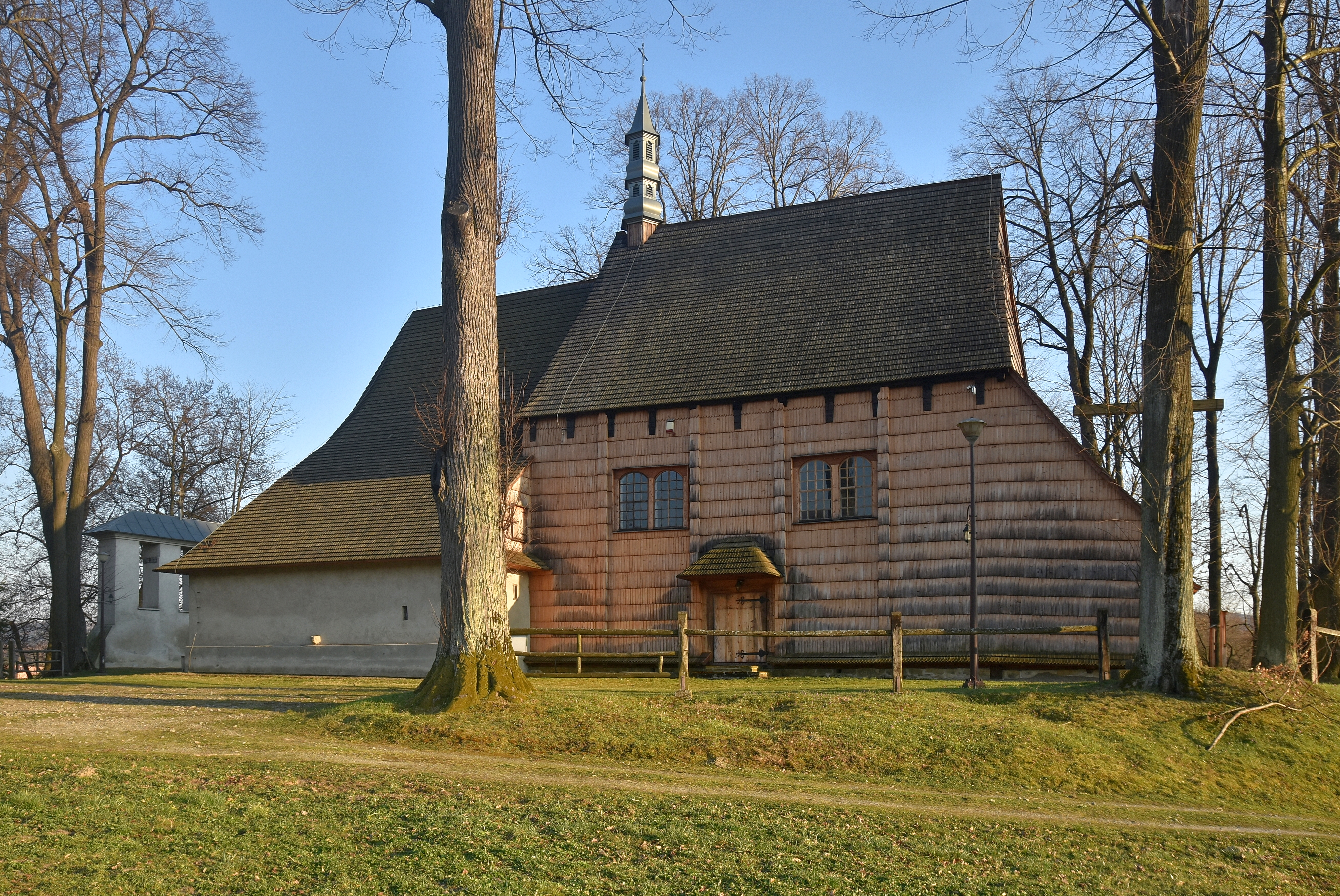
Elewacja północna

## Otoczenie
Na wschód od kościoła usytuowana jest dzwonnica, na przedłużeniu jego osi podłużnej, w ciągu ogrodzenia. Wymurowana z cegły, jako parawanowa, z trzema arkadami i zwieńczona zadaszeniem czterospadowym osadzonym na profilowanym cokole. 